# Selo, Krško
Selo este o localitate din comuna Krško, Slovenia, cu o populație de 14 locuitori.